# Hájek (Třebíč)
Hájek je park v Třebíči na Nových Dvorech. Rozkládá se nad jedním z bočních údolí Týnského potoka na ploše asi 5 ha. Mimo to se týmž názvem označuje též jedno z novodvorských sídlišť – sídliště Hájek, někdejší sídliště generála Ludvíka Svobody.

## Historie a popis

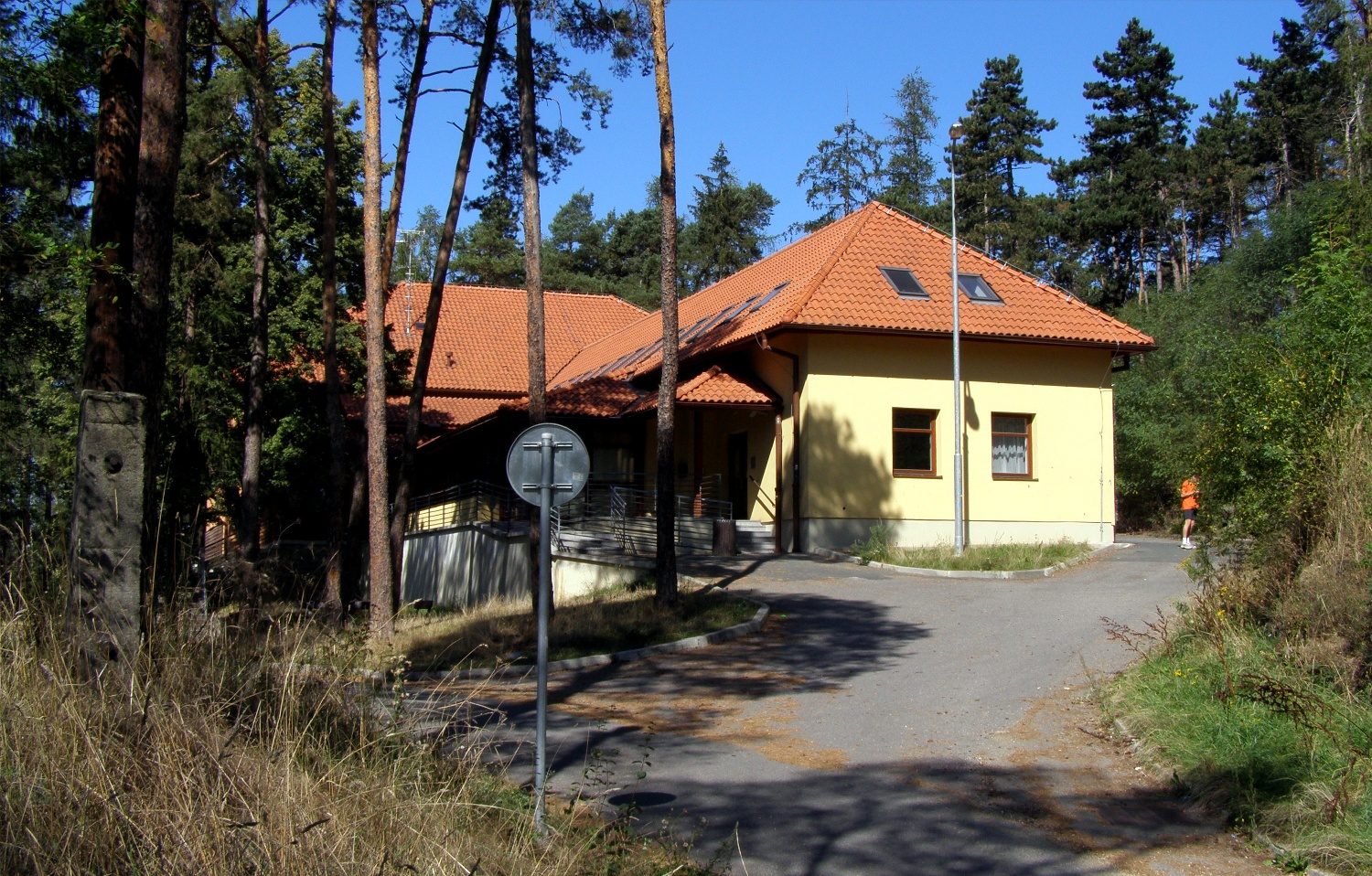
Kulturní a komunitní dům Hájek

Starý lesík Hájek býval dříve označován názvem Přibíkovo boroví, resp. Přibíkův hájek. Přibík prodal hájek jejkovské mlynářské rodině Mollů. Hájek byl soukromý lesík, do něhož byl až do konce druhé světové války vstup zakázán.
Zděný kulturní dům byl zbudován roku 1957. V roce 1980, během prvního roku výstavby nového sídliště, které se brzy rozšířilo bezprostředně až k lesíku Hájku, kulturní dům převzali do správy mládežníci. Byl zřízen Okresní klub mládeže „Hájek“ v Třebíči; jeho cílem bylo vytvářet podmínky pro všestranné využití volného času mladých. Tomuto účelu slouží s přestávkami dosud (Klub mládeže Hájek). Velkou opravou prošel v letech 1985–1990.

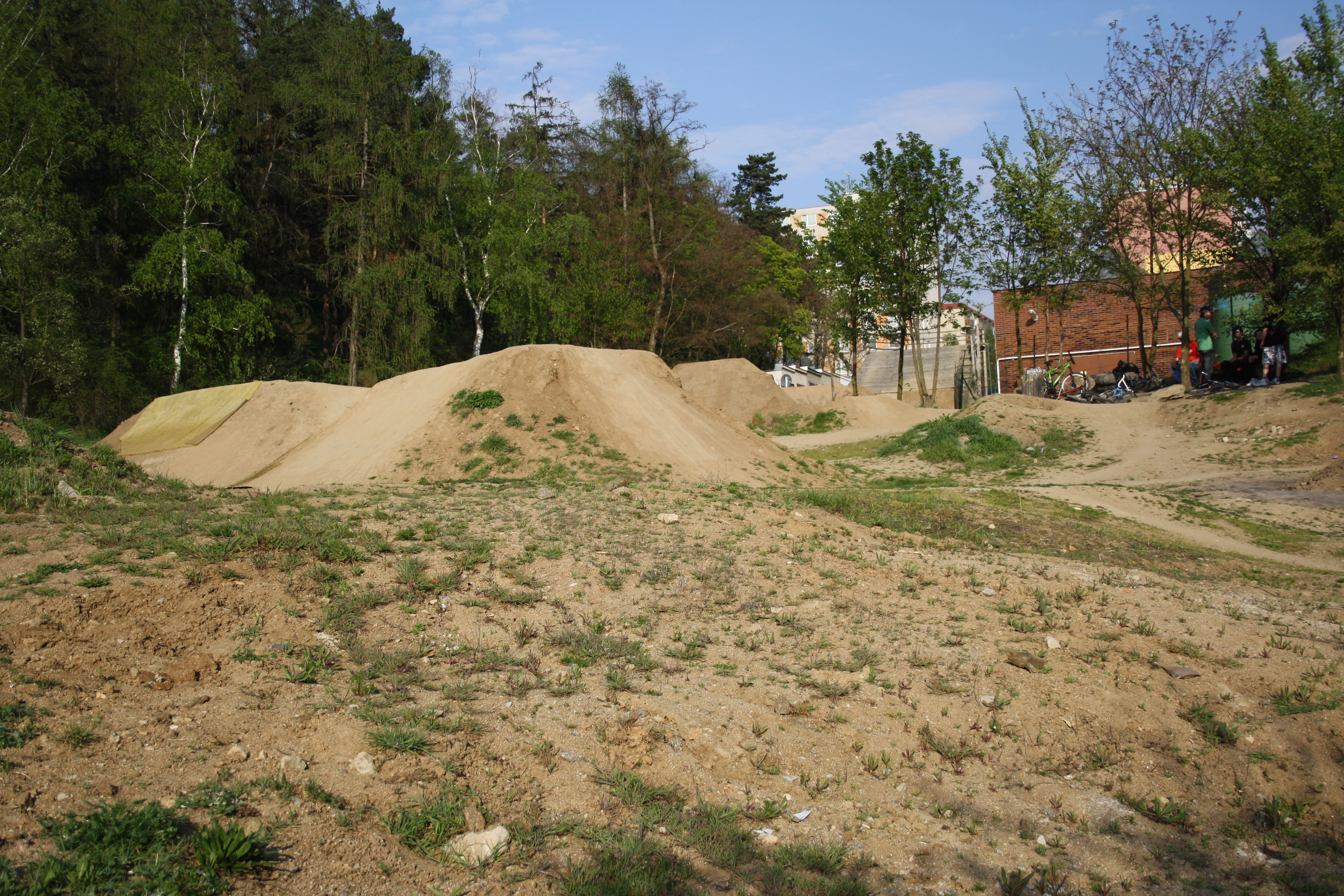
Bike park

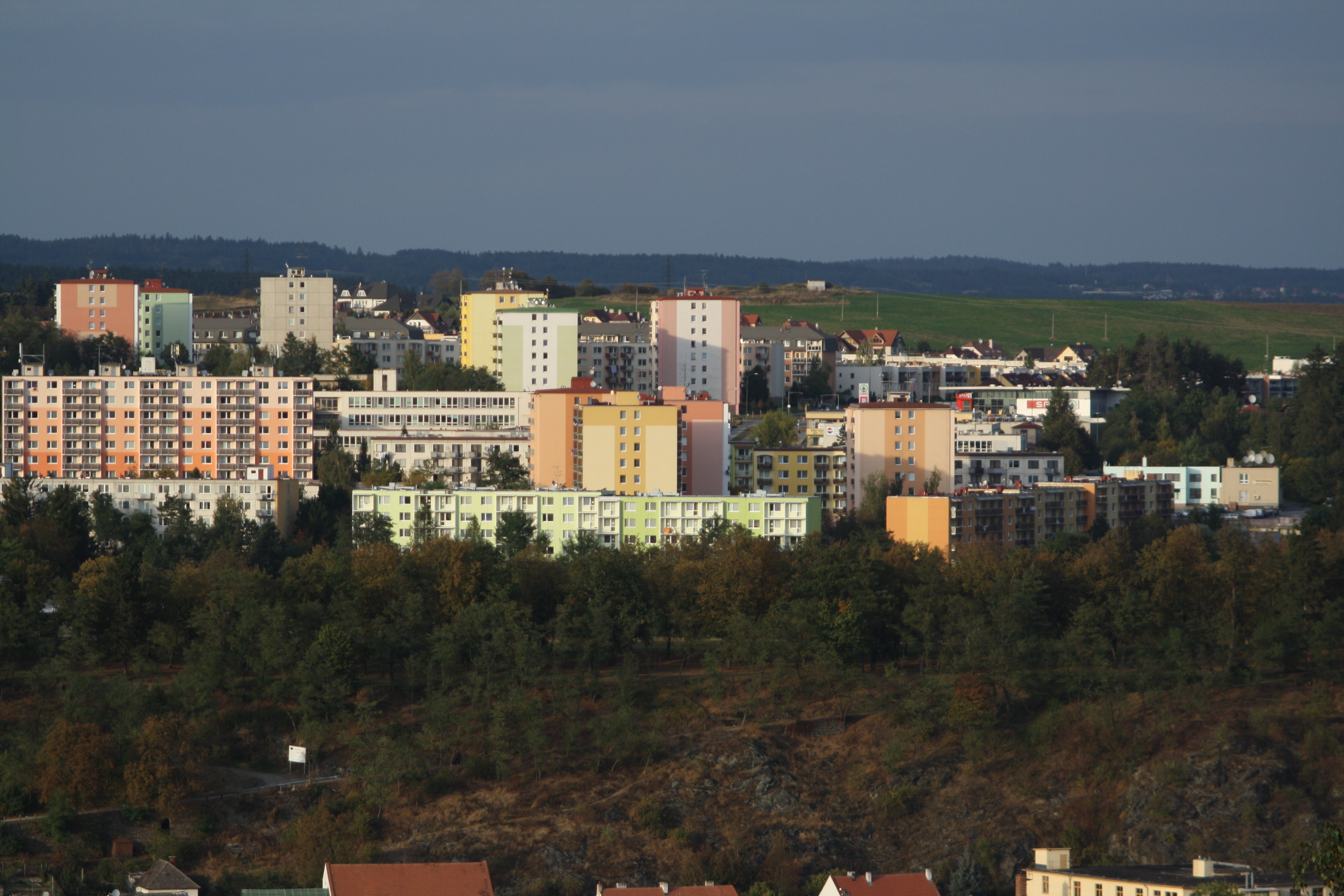
Sídliště Hájek

O Hájek se vlastnicky dělí město Třebíč a soukromí majitelé. V prostoru, kde Hájek přechází v Týnské údolí, poblíž sportovního areálu Laguna, se mj. nachází skatepark a dirty BMX.